# Адил Газафер
Адил Газафер (на македонска литературна норма: Адил Газафер на албански: Adil Gazafer) е офицер, генерал-лейтенант от Северна Македония от албански произход.

## Биография
Роден е на 5 декември 1947 г. в Струга в семейството на Беджет и Фатме. Завършва основно и средно образование (гимназия) в родния си град. В периода 1968 – 1972 г. учи във Военната академия на Сухопътните войски на ЮНА. От 1972 до 1974 г. е командир на взвод в Ниш. След това до 1980 г. е командир на рота там. Между 1980 и 1981 г. е заместник-командир, той и помощник-командир по планирането в Ниш. От 1981 до 1984 г. е преподавател в Центъра за обучение по териториална отбрана на Автономна социалистическа покрайнина Косово. Между 1984 и 1986 г. е командир на батальон в Прищина. От 1986 до 1989 г. е командир на полк отново там. В периода 1989 – 1992 г. е инспектор по отбранителната подготовка за народна отбрана на Автономна социалистическа покрайнина Косово. През 1992 г. влиза в новосъздадената армия на Република Македония като командир на 16-а пехотна бригада от трети армейски корпус. От 1994 до 1996 г. е заместник-командир, отговарящ за гарнизоните и настаняването в Скопие. През 1996 г. завършва Школа за народна отбрана в Турция. В периода 1996 – 2000 г. е командир на Центъра за обучение на граничари във Велес. От 2000 до 2001 г. е командир на 16-а пехотна бригада в Щип. Между 2001 и 2002 г. е заместник-командир на командването за обучение, а от 2002 до 2003 г. е негов командир. В периода 2003 – 2008 г. е заместник-началник на Генералния щаб на армията на Република Македония. Излиза в запаса през септември 2008 г.

## Военни звания
- Подпоручик (1972)
- Поручик (1974)
- Капитан (1977)
- Капитан 1 клас (1979)
- Майор (1983)
- Подполковник (1988)
- Полковник (1994)
- Бригаден генерал (18 август 2000)(Указ №14)[2]
- Генерал-майор (2003)
- Генерал-лейтенант (2007)

## Награди
- Орден за военни заслуги със сребърни мечове 1975 година;
- Орден на Народната армия със сребърна звезда 1981 година;
- Орден за военни заслуги със златни мечове 1986 година;

## Трудове
- „Тактиката како оперативна вештина, тактички знаци и симболи“.
- „Зајакната пешадиска бригада во напад“, (дипломна работа за Команднощабна академия)
- „Македонија во рамките на Балканот, 1. Сегашна политичко-економска ситуација и армиска состојба, 2. Во контекст на геостратегиската положба и опкружување, во која насока ќе се развива државата и каква организациска структура ќе има армијата во иднина“ (Дипломна работа за Школата за народна отбрана).